# Enrich
Enric de Manuel González (Vénissieux, Francia, 15 de julio de 1929-Barcelona, 12 de febrero de 2023), más conocido por su seudónimo Enrich, fue un historietista español. A lo largo de su trayectoria se especializó en historieta humorística y fue autor de obras como El caco Bonifacio y Montse, amiga de los animales.

## Biografía
Sus inicios como profesional de los tebeos tuvieron lugar en los inicios de la década de los cincuenta del siglo XX. Colaboró con la revista Trampolín, para la que creó el personaje Ciriaco Majareto (1950). Otra creación suya es El pirata Malapata, para la revista Alex. Durante esa misma década colaboró en otras publicaciones, como Jaimito y Nicolás. 
Empezó a trabajar para Editorial Bruguera en su departamento de publicidad, pero en 1957 se incorporó a la revista Tío Vivo, fundada por varios dibujantes que habían decidido abandonar la tutela de Bruguera. En Tío Vivo, Enrich creó al que acaso sea su personaje más recordado, El caco Bonifacio, un ladrón desesperadamente incompetente. La serie comenzó como un chiste de una sola viñeta en la contraportada de la revista, pero su éxito hizo que llegase a tener serie y página propias. Otras series de Enrich para la primera etapa de Tío Vivo fueron El doctor Perejil y Boliche. También fue director artístico de la revista durante dos años.
En 1961 dirigió la revista Rififí, de corta vida. Continuó trabajando para Bruguera durante la década de los sesenta, con personajes como Tontáinez (1965) o Don Inocencio (1968), para Pulgarcito, y Don Toribio, conserje (1966) o la parodia de ciencia ficción 1X2 al invasor (1969), para la segunda etapa de Tío Vivo. Colaboró también en la revista Gina, con la serie Montse, amiga de los animales (1978).
Dibujó, tras la muerte de su creador, Guillermo Cifré, varias historietas de El repórter Tribulete, que por imposiciones de la editorial no podía firmar.

## Obra
| Aparición | Título                            | Publicación | Comentario |
| --------- | --------------------------------- | ----------- | ---------- |
| 1957      | Caco Bonifacio, El                | Tío Vivo    |            |
| 1963      | Sarrampión, trabaja en televisión | Tele Chico  |            |
| 1978      | Montse, amiga de los animales     | Gina        |            |